# Gnomibidion araujoi
Gnomibidion araujoi är en skalbaggsart som först beskrevs av Martins 1962.  Gnomibidion araujoi ingår i släktet Gnomibidion och familjen långhorningar. Inga underarter finns listade i Catalogue of Life.